# Tabanus atrisignatus
Tabanus atrisignatus är en tvåvingeart som beskrevs av Schuurmans Stekhoven 1926. Tabanus atrisignatus ingår i släktet Tabanus och familjen bromsar. Inga underarter finns listade i Catalogue of Life.